# Acatitla, Astacinga
Acatitla är en ort i Mexiko.   Den ligger i kommunen Astacinga och delstaten Veracruz, i den sydöstra delen av landet, 230 km öster om huvudstaden Mexico City. Acatitla ligger 2 240 meter över havet och antalet invånare är 648.
Terrängen runt Acatitla är kuperad. Runt Acatitla är det ganska tätbefolkat, med 93 invånare per kvadratkilometer. Närmaste större samhälle är Telpatlán, 8,4 km söder om Acatitla. Omgivningarna runt Acatitla är en mosaik av jordbruksmark och naturlig växtlighet.